# روبرت سلافين
روبرت سلافين (بالإنجليزية: Robert Slavin)‏ هو عالم نفس أمريكي، ولد في 1950.